# Songs I Wish I Had Sung the First Time Around
Songs I Wish I Had Sung the First Time Around – album studyjny Binga Crosby’ego nagrany i wydany w 1956 roku przez Decca Records. Crosby nagrał piosenki w kwietniu 1956 roku w Los Angeles, z orkiestracją aranżera Jacka Pleisa. Na pomysł wpadł długoletni producent płyt Milt Gabler.
Album został wydany ponownie na płytę CD w 2014 roku pod nazwą Songs I Wish I Had Sung the First Time Around (Deluxe Edition) i zawierał kilka bonusowych utworów.

## Lista utworów (edycja LP 1956 r.)
| Tytuł                        | Długość |
| ---------------------------- | ------- |
| „April Showers”              | 2:48    |
| „When My Baby Smiles at Me”  | 3:11    |
| „My Blue Heaven”             | 2:44    |
| „A Little Kiss Each Morning” | 2:57    |
| „Prisoner of Love”           | 3:20    |
| „Ain’t Misbehavin'”          | 2:54    |

| Tytuł                       | Długość |
| --------------------------- | ------- |
| „Paper Doll”                | 3:01    |
| „This Love of Mine”         | 2:50    |
| „Thanks for the Memory”     | 3:04    |
| „Blues in the Night”        | 3:13    |
| „Mona Lisa”                 | 3:03    |
| „Memories Are Made of This” | 3:00    |

## Lista utworów (edycja CD 2014 r. –Deluxe Edition)
Wersja albumu z 2010 roku zawierała wszystkie utwory z oryginalnego albumu LP wydanego w 1956 roku, a także dziesięć bonusowych utworów:
| „Thank Heaven For Little Girls”          |
| „You'll Never Know”                      |
| „At Sundown”                             |
| „Cocktails For Two”                      |
| „Way Down Yonder In New Orleans”         |
| „Mandy Make Up Your Mind”                |
| „Deed I Do”                              |
| „Lady Of Spain”                          |
| „(The Gang That Sang) Heart Of My Heart” |
| „A Kiss To Build A Dream On”             |

## Twórcy
- Bing Crosby (wokal);
- Jack Pleis (producent, aranżer);
- Buddy Cole (fortepian);
- Vince Terri (gitara);
- Don Whitaker (bas);
- Nick Fatool (perkusja);
- Skeets Herfurt, Harry Klee, Ted Nash (saksofon altowy);
- Jules Jacob (saksofon tenorowy);
- Robert Lawson (saksofon barytonowy);
- Lou Raderman, Henry Hill, Ben Gill, Victor Arno, Toscha Seidel, Sam Cytron, Saul Steinberg, Nick Pisani, Jack Pepper (skrzypce);
- Abe Hochstein, Milt Thomas, Raymond Menhennick (altówki);
- Armand Koproff, Ossip Giskin (wiolonczele)